# John de Mowbray, III duca di Norfolk
John de Mowbray III duca di Norfolk (Regno d'Inghilterra, 12 settembre 1415 – Regno d'Inghilterra, 6 novembre 1461) fu un nobile inglese che combatté nella Guerra delle due rose.

## Biografia

### Infanzia
John de Mowbray nacque il 12 settembre 1415 da John de Mowbray, II duca di Norfolk e Katherine Neville (1400circa-dopo il 1483), figlia maggiore di Ralph Neville, I conte di Westmorland e Joan Beaufort, attraverso la madre John era quindi bisnipote di Giovanni Plantageneto, I duca di Lancaster.

### Duca di Norfolk
Nel 1432 alla morte del padre ereditò il titolo di Duca di Norfolk e l'incarico di Conte maresciallo di Inghilterra, ma visto che era ancora sotto la maggiore età finì sotto la tutela di Umfredo Plantageneto con il quale partecipò all'assedio di Calais del 1436. Fra il 1437 e il 1438 fu insignito del titolo di Lord guardiano delle marche gallesi e nel 1439 andò in Francia per rafforzare le difese attorno a Calais e Guînes.

### Matrimonio
John sposò Eleanor Bourchier con la quale ebbe un figlio, John. 

### Guerra delle Due Rose
Allo scoppio della Guerra delle due rose nel 1450 egli si schierò con Riccardo Plantageneto, III duca di York capo del Casato di York, nel 1459 parteggiò brevemente per i lancasteriani di Enrico VI d'Inghilterra, ma rapidamente tornò alla sua prima scelta. Tale tipo di cambio di bandiera era tutt'altro che raro ai tempi.
Nel 1461 John combatté alla Seconda battaglia di St.Albans che vide vincere i Lancaster e nel marzo di quell'anno fu fra coloro che chiesero al giovane Edoardo, figlio del defunto duca di York, di salire al trono al posto del debole Enrico. In questo senso il suo intervento alla Battaglia di Towton fu decisivo, lo scontro si svolse in un giorno nevoso e nessuno dei due eserciti riusciva a prevalere sull'altro finché l'arrivo delle truppe di John cambiò le carte in tavola regalando la vittoria e la corona a Edoardo che fu incoronato dallo stesso John come Edoardo IV d'Inghilterra.

### Morte
John morì il 6 novembre 1461 e venne sepolto a Thetford Priory.

## Discendenza
Lord John di Norfolk ed Eleanor Bourchier ebbero:
- John de Mowbray, IV duca di Norfolk.

## Ascendenza
|                                       |                                          |                                          | Genitori                                 |  |  | Nonni |  |  | Bisnonni                           |  |  | Trisnonni                           |  |
|                                       |                                          |                                          |                                          |  |  |       |  |  | John de Mowbray, IV barone Mowbray |  |  | John de Mowbray, III barone Mowbray |  |
|                                       |                                          |                                          |                                          |  |  |       |  |  | John de Mowbray, IV barone Mowbray |  |  | John de Mowbray, III barone Mowbray |  |
|                                       |                                          | Joan di Lancaster                        |                                          |  |  |       |  |  | John de Mowbray, IV barone Mowbray |  |  |                                     |  |
| Thomas de Mowbray, I duca di Norfolk  |                                          |                                          |                                          |  |  |       |  |  | John de Mowbray, IV barone Mowbray |  |  |                                     |  |
|                                       |                                          | Elizabeth de Segrave                     | John de Segrave                          |  |  |       |  |  |                                    |  |  |                                     |  |
|                                       |                                          | Elizabeth de Segrave                     | John de Segrave                          |  |  |       |  |  |                                    |  |  |                                     |  |
|                                       |                                          | Elizabeth de Segrave                     | Margaret, duchessa di Norfolk            |  |  |       |  |  |                                    |  |  |                                     |  |
| John de Mowbray, II duca di Norfolk   |                                          | Elizabeth de Segrave                     |                                          |  |  |       |  |  |                                    |  |  |                                     |  |
|                                       |                                          | Richard FitzAlan, XI conte di Arundel    | Richard FitzAlan, X conte di Arundel     |  |  |       |  |  |                                    |  |  |                                     |  |
|                                       |                                          | Richard FitzAlan, XI conte di Arundel    | Richard FitzAlan, X conte di Arundel     |  |  |       |  |  |                                    |  |  |                                     |  |
|                                       |                                          | Richard FitzAlan, XI conte di Arundel    | Eleanor di Lancaster                     |  |  |       |  |  |                                    |  |  |                                     |  |
| Elizabeth FitzAlan                    |                                          | Richard FitzAlan, XI conte di Arundel    |                                          |  |  |       |  |  |                                    |  |  |                                     |  |
|                                       |                                          | Elizabeth de Bohun                       | William de Bohun, I conte di Northampton |  |  |       |  |  |                                    |  |  |                                     |  |
|                                       |                                          | Elizabeth de Bohun                       | William de Bohun, I conte di Northampton |  |  |       |  |  |                                    |  |  |                                     |  |
|                                       |                                          | Elizabeth de Bohun                       | Elizabeth de Badlesmere                  |  |  |       |  |  |                                    |  |  |                                     |  |
| John de Mowbray, III duca di Norfolk  |                                          | Elizabeth de Bohun                       |                                          |  |  |       |  |  |                                    |  |  |                                     |  |
|                                       | John Neville, III barone Neville di Raby | Ralph Neville, II barone Neville di Raby |                                          |  |  |       |  |  |                                    |  |  |                                     |  |
|                                       | John Neville, III barone Neville di Raby | Ralph Neville, II barone Neville di Raby |                                          |  |  |       |  |  |                                    |  |  |                                     |  |
|                                       | John Neville, III barone Neville di Raby | Alice Audley                             |                                          |  |  |       |  |  |                                    |  |  |                                     |  |
| Ralph Neville, I conte di Westmorland | John Neville, III barone Neville di Raby |                                          |                                          |  |  |       |  |  |                                    |  |  |                                     |  |
|                                       |                                          | Maud Percy                               | Henry de Percy, II barone Percy          |  |  |       |  |  |                                    |  |  |                                     |  |
|                                       |                                          | Maud Percy                               | Henry de Percy, II barone Percy          |  |  |       |  |  |                                    |  |  |                                     |  |
|                                       |                                          | Maud Percy                               | Idonia de Clifford                       |  |  |       |  |  |                                    |  |  |                                     |  |
| Katherine Neville                     |                                          | Maud Percy                               |                                          |  |  |       |  |  |                                    |  |  |                                     |  |
|                                       |                                          | John, I duca di Lancaster                | Edward III, re d'Inghilterra             |  |  |       |  |  |                                    |  |  |                                     |  |
|                                       |                                          | John, I duca di Lancaster                | Edward III, re d'Inghilterra             |  |  |       |  |  |                                    |  |  |                                     |  |
|                                       |                                          | John, I duca di Lancaster                | Philippa de Hainaut                      |  |  |       |  |  |                                    |  |  |                                     |  |
| Joan Beaufort                         |                                          | John, I duca di Lancaster                |                                          |  |  |       |  |  |                                    |  |  |                                     |  |
|                                       |                                          | Katherine de Roet                        | Payne de Roet                            |  |  |       |  |  |                                    |  |  |                                     |  |
|                                       |                                          | Katherine de Roet                        | Payne de Roet                            |  |  |       |  |  |                                    |  |  |                                     |  |
|                                       |                                          | Katherine de Roet                        | …                                        |  |  |       |  |  |                                    |  |  |                                     |  |
|                                       |                                          | Katherine de Roet                        |                                          |  |  |       |  |  |                                    |  |  |                                     |  |